# Экзофтальм
Экзофтальм или экзофтальмия (греческий "ех-" из + "ophthalmos" глаз; синоним: пучеглазие, протрузия глаза, проптоз) — смещение глазного яблока вперёд (выпученные глаза), в некоторых случаях со смещением в сторону. Противоположный экзофтальму симптом — энофтальм. Для определения степени выпячивания глазных яблок используют прибор экзофтальмометр.
Различают истинный и ложный экзофтальм. Истинный экзофтальм является симптомом патологических процессов. Диагностируется при базедовой болезни, опухолях орбиты и головного мозга, тромбозах и аневризмах сосудов головного мозга, воспалительных процессах в орбите и придаточных пазухах носа, повреждениях орбиты, трихинеллёзе, переломе основания черепа. Подразделяется на постоянный, пульсирующий и перемежающийся (интермиттирующий). 
Ложный экзофтальм встречается у лиц с врожденной асимметрией костей лицевого скелета. Возможна и естественная асимметрия выстояния глаз, однако у большинства людей она незначительна (менее 0,5 мм) и поэтому практически незаметна.
Лечение направлено на основное заболевание. Больные подлежат тщательному обследованию.
Одним из вариантов лечения экзофтальма является пластическая операция по его устранению.
Экзофтальм, наблюдающийся при тиреотоксикозе, обусловлен накоплением в ретробульбарной ткани гликозаминогликанов, имеющих высокую способность связывать воду.